# 하나 페르봄
하나 페르봄(네덜란드어: Hanna Verboom, 1983년 5월 11일 ~ )은 네덜란드의 배우이다.

## 영화
- 미피의 동물원 보물찾기 (2013년)
- 퀴즈 (2012년) - 루이스 역
- 베니 스토트 (2011년) - 리에트제 역
- 드리프터 (2008년)
- 다란: 하얀 기린의 모험 (2008년)
- 듀스 비갈로 2 - 유로피안 지골로 (2005년) - 에바 역
- 스노우피버 (2004년) - 닉키 역